# Alva Chinn
Alva Chinn (...) è una modella statunitense.
Ha origini cinesi, inglesi, indiane e africane. È cresciuta a Boston. Mentre frequentava l'Università del Massachusetts, posò per il numero del college della rivista Mademoiselle.  Poco dopo, si trasferì a New York per iniziare la carriera di modella. Sfilò per Halston, Saint Laurent, Chanel e Chloé.  Nel 2004, lei e il designer Stephen Burroughs hanno collaborato a una collezione.
Con Pat Cleveland, Anjelica Huston, Pat Ast, Karen Bjornson e Connie Cook, tra le altre, divennero una delle modelle preferite di Halston, soprannominate le "Halstonette". Apparve anche sulla copertina degli Chic, nel 1977, nell'omonimo album di debutto, Chic.

## Premi
Nel 2011, Chinn è stata premiata dagli Huffington Post Game Changer Awards. In quella occasione sono state premiate le modelle afroamericane presenti nella sfilata La battaglia di Versailles, una sfilata di moda tenutasi il 28 novembre 1973 nella Reggia di Versailles in Francia. La sfilata era stata organizzata per raccogliere fondi per restaurare il palazzo. Chinn era tra le diverse modelle conosciute, tra cui Pat Cleveland, Bethann Hardison, Billie Blair, Norma Jean Darden, Charlene Dash, Jennifer Brice, Barbara Jackson, China Machado, Ramona Saunders e Amina Warsuma.